# Tylogonus chiriqui
Tylogonus chiriqui is een spinnensoort in de taxonomische indeling van de springspinnen (Salticidae).
Het dier behoort tot het geslacht Tylogonus. De wetenschappelijke naam van de soort werd voor het eerst geldig gepubliceerd in 1994 door María Elena Galiano.